# دیاموندسیتی (آرکانزاس)
دیاموندسیتی (آرکانزاس) (به انگلیسی: Diamond City, Arkansas) یک شهر در ایالات متحده آمریکا با جمعیت ۷۸۲ نفر است که در آرکانزاس واقع شده‌است.

## موقعیت جغرافیایی
موقعیت جغرافیایی شهرها و مناطق اطراف به شرح زیر است: